# Euphorbia cheirolepis
Euphorbia cheirolepis là một loài thực vật có hoa trong họ Đại kích. Loài này được Fisch. & C.A.Mey. ex Karelin mô tả khoa học đầu tiên năm 1850.